# Felice Orsini
Orso Teobaldo Felice Orsini (Meldola, 10 dicembre 1819 – Parigi, 13 marzo 1858) è stato uno scrittore e rivoluzionario italiano, noto per aver causato una strage, il 14 gennaio 1858, nel tentativo di assassinare l'imperatore francese Napoleone III. Anticlericale e mazziniano convinto, fu un acceso sostenitore dell'indipendenza della sua terra d'origine, la Romagna, dal dominio dello Stato Pontificio.

## Biografia

### Origini e formazione
Felice Orsini nacque nel 1819 a Meldola, una cittadina romagnola dello Stato Pontificio sulle prime pendici dell'Appennino forlivese, importante per i suoi mercati e per la produzione e commercio della seta.
Il padre Giacomo Andrea (1788-1856), originario di Lugo, ex ufficiale al seguito di Napoleone durante la campagna di Russia, era iscritto alla Carboneria di Bologna, ma era al tempo stesso un confidente della polizia pontificia. Sua madre si chiamava Francesca Ricci (1799-1831) e proveniva da Firenze. Il secondo nome, Teobaldo, gli fu assegnato dal padre in omaggio alla figura di san Teobaldo di Provins, il santo protettore degli adepti della Carboneria.

### L'omicidio Spada e la fuga
In tenera età venne trasferito da Bologna a Imola, dove fu affidato alle cure amorevoli del facoltoso zio paterno, Orso Orsini (1786-1864), uomo molto conservatore che aveva fatto fortuna nella coltivazione e nel commercio della canapa. A soli 16 anni, il 5 luglio 1836, Felice uccise a colpi di pistola Domenico Spada, il cuoco di famiglia nonché uomo di fiducia dello zio. Orsini nelle sue Memorie scrisse che si trattò di un incidente mentre si esercitava con la pistola sottratta di nascosto allo zio. In realtà, dagli atti processuali risulterebbe che il giovane, invaghitosi di una serva, fosse insofferente della presenza dello Spada, che lo sorvegliava su incarico del familiare.
Felice Orsini fuggì dopo l'omicidio e lo zio Orso, intimo amico del vescovo di Imola Mastai Ferretti, futuro papa Pio IX, cercò allora di proteggere il nipote dalla grave accusa di omicidio volontario mossa dal fratello della vittima, memore delle numerose liti precedentemente scoppiate tra i due. Probabilmente grazie ai buoni uffici delle autorità pontificie, i giudici accettarono la versione del colpo partito accidentalmente e lo condannarono a sei mesi di carcere per solo omicidio colposo. Egli però riuscì a evitare anche tale detenzione ottenendo l'ammissione in seminario, presso il convento degli Agostiniani di Ravenna, dopo aver inviato una supplica al papa Gregorio XVI. Ben presto, però, com'era prevedibile, Orsini abbandonò il convento per trasferirsi a Bologna dal padre; in seguito tornò a Imola dal protettivo zio, che lo convinse a riprendere gli studi.

### L'attività carbonara

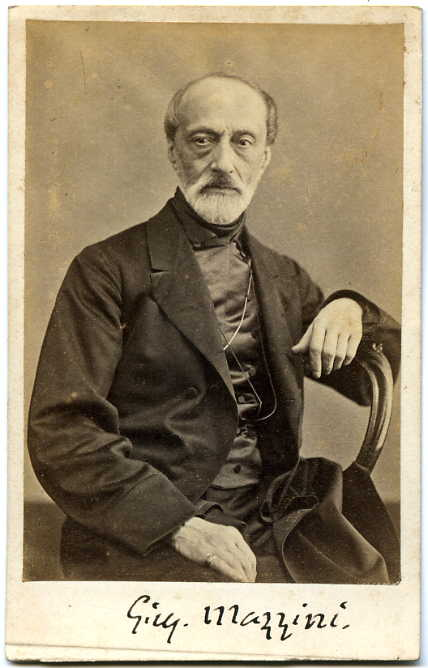
Ritratto fotografico di Giuseppe Mazzini

Dopo essersi laureato e aver intrapreso la professione di avvocato, partecipò ai moti di Romagna dell'agosto 1843. Successivamente fondò la nuova società segreta "Congiura Italiana dei Figli della Morte", attività per la quale fu condannato all'ergastolo, da scontarsi nel forte pontificio di Civita Castellana, nell'alto Lazio. Nel luglio 1846 uscì per l'amnistia di Pio IX. Stabilitosi a Firenze, città natale della madre, continuò a dedicarsi attivamente alla cospirazione e, nel 1848, si aggregò al corpo Cacciatori dell'Alto Reno del comandante bolognese Livio Zambeccari. Tra le loro file partecipò alla prima guerra d'indipendenza. Tornato a Firenze, il 28 giugno 1848 si sposò con Assunta Laurenzi.

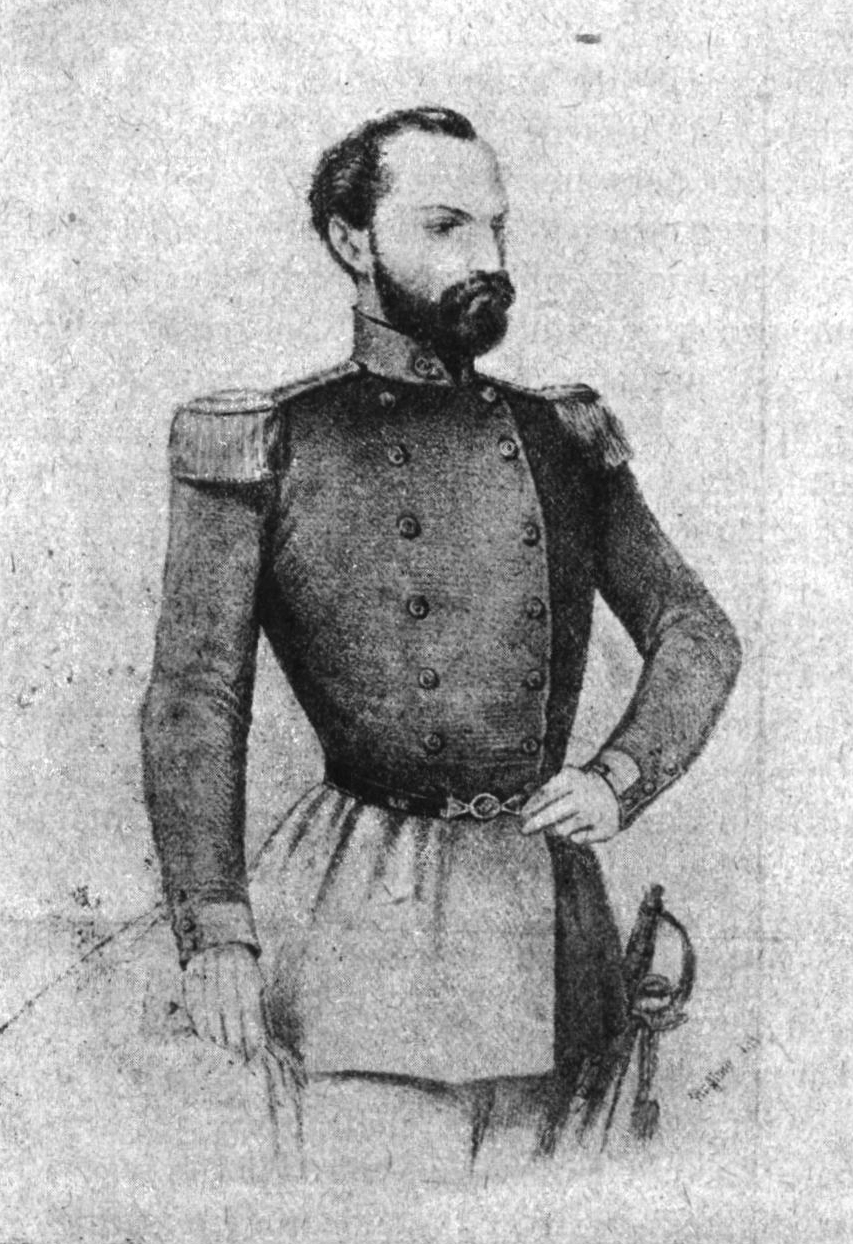
Felice Orsini, 1849 circa

Seguace di Giuseppe Mazzini, svolse attività rivoluzionarie nello Stato della Chiesa e nel Granducato di Toscana. All'inizio del 1849 Orsini fu eletto deputato all'Assemblea costituente della Repubblica Romana, nel collegio della provincia di Forlì, e fu commissario per affrontare situazioni difficili in varie città che facevano parte della giovane repubblica: ad Ancona, dove affrontò con energia e in breve tempo risolse lo spinoso caso della lega sanguinaria, i cui membri tenevano la città nel terrore, uccidendo a sangue freddo decine di persone, a Terracina e in Ascoli. L'intervento dell'esercito francese a sostegno del papa obbligò Orsini a fuggire.
Nel marzo 1850 si stabilì a Nizza, città al tempo compresa nel Regno di Sardegna, dove aprì un'attività di copertura, la ditta "Monti & Orsini", dedicata alla vendita della canapa prodotta e commerciata dallo zio Orso. Qui nacquero le due figlie, Ernestina (1851-1927) e Ida (1853- ?); a Nizza Orsini conobbe l'esule berlinese Emma Siegmund, con la quale instaurò un forte rapporto. La tranquilla vita da commerciante non gli si addiceva: accettò la richiesta di Mazzini di guidare, nel settembre 1853, un tentativo insurrezionale nella zona di Sarzana e Massa, in Lunigiana. L'azione fallì sul nascere; Orsini decise quindi di trasferirsi a Londra sotto la protezione del suo maestro, lasciando la sua famiglia a Nizza.

### La fuga da Mantova

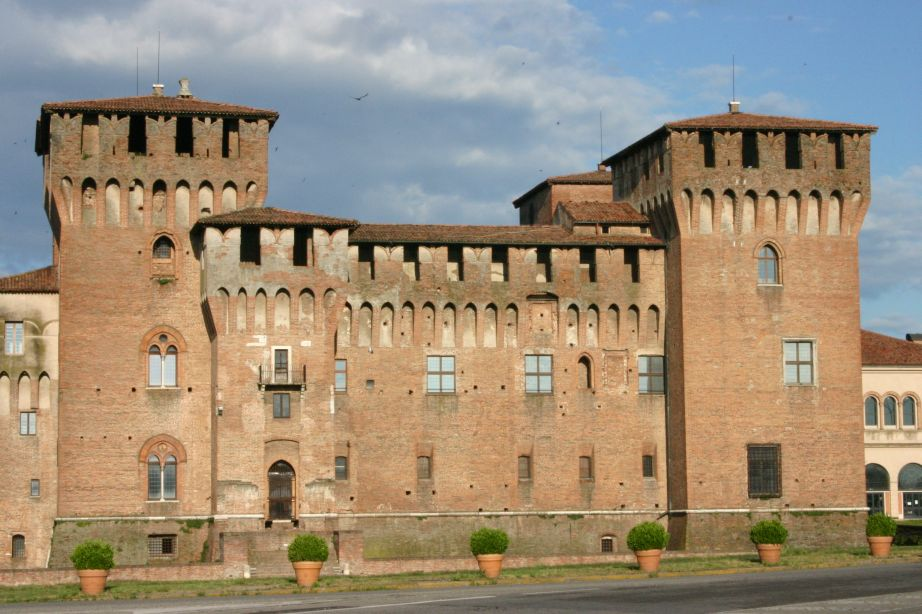
Mantova, castello di San Giorgio

Nel 1854 preparò altri due tentativi insurrezionali, di stampo mazziniano, in Lunigiana e in Valtellina, entrambi senza fortuna. Durante un suo viaggio nell'Impero asburgico come agente mazziniano, venne arrestato in Ungheria il 17 dicembre 1854 e rinchiuso nelle carceri austriache del castello di San Giorgio a Mantova (all'epoca in territorio austriaco). Orsini fu protagonista di una rocambolesca fuga, nella notte tra il 29 e il 30 marzo 1856, grazie all'aiuto della facoltosa Emma Siegmund, che riuscì a corrompere i carcerieri e ad accompagnarlo in carrozza fino a Genova, da dove s'imbarcò per l'Inghilterra.
L'evasione da una delle fortezze del Quadrilatero, ritenute inespugnabili e simboli della potenza austriaca nel Lombardo-Veneto, venne subito ripresa dalla stampa di tutta Europa, anche per l'incidente occorso ai fuggitivi che si tramutò in occasione di scherno verso il proverbiale rigore asburgico. Infatti, l'immediata inchiesta ordinata personalmente dal generale Radetzky, oltre alle complicità interne ed esterne al carcere, appurò che la carrozza con a bordo Orsini e la Siegmund ruppe il timone nel cremonese, davanti al posto di polizia austriaco della fortezza di Pizzighettone. I due vennero soccorsi dai gendarmi, che provvidero a sostituire il timone rotto con uno nuovo, preso dai magazzini della fortezza. Dell'episodio si venne a conoscenza per il fatto che la Siegmund, presentatasi con il falso cognome di O'Meara, lasciò una somma per pagare il timone, ma la cosa non era prevista dai regolamenti militari. Il responsabile della contabilità, quindi, inviò un dettagliato rapporto all'amministrazione di polizia per sapere in quale capitolo potesse imputare l'entrata, così svelando che la fuga di Orsini era stata ingenuamente favorita proprio dalla gendarmeria austriaca. Uno dei secondini corrotti, Tommaso Frizzi, trovato in possesso della forte somma di denaro ricevuta, fu condannato a otto anni di carcere duro.

### L'attentato a Napoleone III

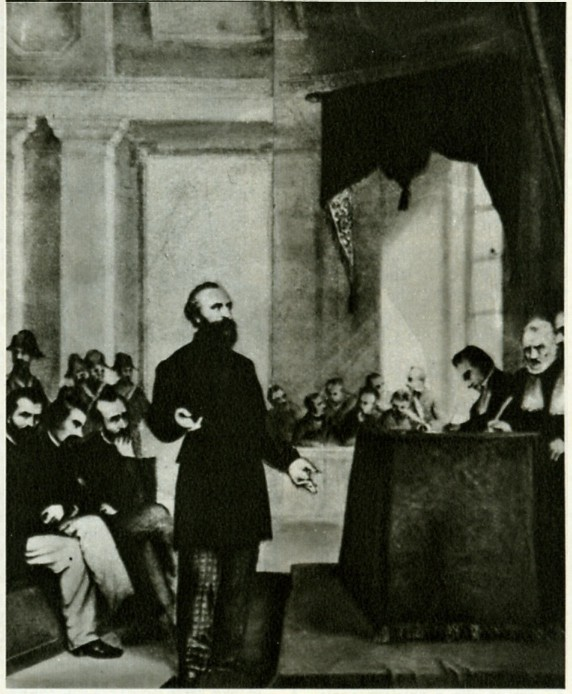
Felice Orsini di fronte ai giudici nel febbraio 1858. Alle sue spalle seduti, da sinistra, i complici: Di Rudio, Gomez e Pieri.

Tornato in Inghilterra, Orsini si rese conto di essere ormai diventato celebre in quel Paese e decise di stabilirsi a Londra, accettando la generosa offerta di un editore per scrivere le sue memorie, che pubblicò nei volumi Austrian Dungeons in Italy, del 1856, e Memoirs and Adventures dell'anno successivo. Tentò anche di mettersi in contatto con Camillo Cavour, ma il conte, da abile "tessitore" diplomatico qual era, fiutò il rischio di compromettersi e si astenne prudentemente dal rispondere alle lettere di un "estremista".
Nel 1857, sempre a Londra, conobbe il chirurgo francese Simon François Bernard, un fanatico fuggito in Inghilterra per scampare all'arresto per cospirazione nel suo paese. Orsini rimase affascinato dalle idee di Bernard, che gli parlò di un attentato a Napoleone III: con la sua eliminazione sarebbe venuta a mancare al papa la decisiva protezione francese dello Stato Pontificio, che impediva la sua riunificazione all'Italia.
Convinto dalle idee di Bernard, Orsini ruppe i legami con Giuseppe Mazzini e la sua strategia, da lui giudicata "perdente". Decise di proseguire la sua attività cospirativa cominciando a organizzare l'assassinio di Napoleone III, con l'obiettivo ambizioso - ma illusorio - di innescare una rivoluzione in Francia che potesse propagarsi anche in Italia. Cause scatenanti dell'odio verso il monarca francese, che era già sfuggito tre anni prima all'attentato dell'italiano Giovanni Pianori (1855), furono l'aver affossato la neonata Repubblica Romana restaurando il potere temporale dei papi, e il fatto che Napoleone III avesse quindi tradito gli ideali della Carboneria professati in gioventù negli anni 1830-1831. Per l'occorrenza progettò e confezionò cinque bombe a mano con innesco a fulminato di mercurio, riempite di chiodi e pezzi di ferro. Si trattava di ordigni rudimentali ma efficaci, divenuti successivamente una delle armi più usate negli attentati anarchici col nome di "bombe all'Orsini".

L'attentato del 14 gennaio 1858 in una stampa dell'epoca

Raggiunta Parigi dopo aver reclutato altri congiurati, tra i quali il lucchese Giovanni Andrea Pieri, il nobile bellunese Carlo Di Rudio e il napoletano Antonio Gomez, la sera del 14 gennaio 1858 verso le ore 20:30 il gruppetto riuscì a scagliare tre bombe contro la carrozza dell'imperatore, giunta tra ali di folla all'ingresso dell'Opéra Le Peletier per assistere alla rappresentazione dell'opera lirica Guglielmo Tell di Gioachino Rossini. La prima bomba venne lanciata da Gomez, a seguire Di Rudio e la terza da Orsini. Pieri invece, pochi attimi prima, era incappato in un controllo di polizia dove fu riconosciuto come clandestino e quindi non riuscì a partecipare materialmente all'azione.
L'attentato provocò una carneficina, con 8 morti e 156 feriti, ma Napoleone III fu protetto dalla carrozza, blindata provvidenzialmente dal costruttore con placche di acciaio, e perciò rimase illeso, così come l'imperatrice Eugenia, anche se fu sbalzata sul marciapiede e completamente coperta dal sangue delle vittime. Orsini e i suoi complici, favoriti dal panico scatenatosi e dal buio, riuscirono a fuggire, ma vennero tutti arrestati dalla polizia poche ore dopo, nei rispettivi alberghi, e tradotti provvisoriamente in una cella della Conciergerie.
A tradire gli attentatori fu l'inesperienza e l'emotività del ventottenne Antonio Gomez, che si rifugiò nella trattoria italiana Brogi, proprio di fronte al teatro, e che durante un controllo dei gendarmi mostrò tali segni di nervosismo (singhiozzi, frasi sconnesse) da non passare inosservato. Portato in commissariato, Gomez non resistette alle pressioni e confessò, facendo arrestare tutta la banda nel giro di sole sette ore dall'attentato. Orsini, che dopo il lancio della terza bomba si era ferito a una guancia, prima di entrare in una vicina farmacia per farsi medicare aveva abbandonato sulla strada la quarta bomba e la sua pistola dentro un panno di seta. Quindi si era recato bendato a casa sua e si era messo a dormire, venendo svegliato dalla polizia, che lo arrestò per ultimo.
Pur non avendo raggiunto l'obiettivo prefissato, l'attentato di Orsini suscitò tuttavia un'enorme impressione e molta rabbia nell'opinione pubblica francese, in gran parte favorevole al sovrano, offrendo all'imperatore l'occasione per attuare una fortissima azione repressiva che portò all'arresto di moltissimi esponenti repubblicani francesi di opposizione.
Nel breve processo in Corte d'Assise che seguì, furono difesi, durante le udienze del 25 e 26 febbraio, dal celebre avvocato Jules Favre, il quale fu abile nel dibattimento, riuscendo a dare di Orsini l'immagine non di un criminale stragista che aveva ucciso degli innocenti, ma di un patriota che stava lottando per liberare il suo Paese dall'oppressione e dalla tirannide. Orsini e Pieri, sulla spinta della volontà popolare, vennero ugualmente condannati a morte, in quanto colpevoli di avere attentato alla vita dell'imperatore. Agli altri due cospiratori invece fu irrogato l'ergastolo, da scontare attraverso i lavori forzati nell'infernale prigione tropicale della Caienna. Di Rudio riuscì a scampare alla pena capitale in quanto di famiglia nobile e influente, mentre a Gomez fu risparmiata la vita perché una volta scoperto aveva reso piena confessione, permettendo la cattura dei suoi compagni.

### La morte

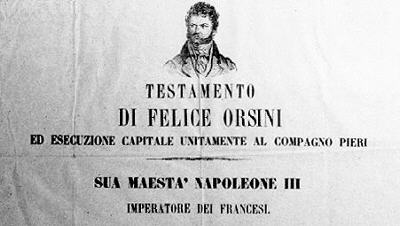
Testamento di Felice Orsini, foglio volante coevo

Dalla prigione della Roquette, senza chiedere la grazia, Orsini scrisse una lettera al sovrano francese, poi diventata famosa, che concluse così:
Napoleone III, forse memore del suo passato rivoluzionario, fu favorevolmente colpito da questa lettera e ne autorizzò la pubblicazione; i giornali presentarono Orsini come un eroe. Camillo Cavour, vista la popolarità che aveva raggiunto la missiva e la simpatia che la figura di Orsini ormai emanava, sfruttò la situazione per aumentare la sua pressione politica sulla Francia affinché aiutasse il Piemonte e non lasciasse nelle pericolose mani dei rivoluzionari terroristi l'iniziativa di unificare l'Italia. Ciò condurrà in seguito ai celebri accordi di Plombières.
Felice Orsini venne ghigliottinato a Parigi dal boia Jean-François Heidenreich, subito dopo Pieri, alle sette del mattino del 13 marzo 1858 nella piazza della Roquette. Morì con fierezza gridando "Viva l'Italia! Viva la Francia!" Nel suo testamento Orsini aveva dato precise disposizioni di essere seppellito a Londra, nello stesso cimitero di Chiswick in cui allora riposava l'amato compatriota Ugo Foscolo, ma la sua volontà non fu rispettata e il corpo venne gettato in una fossa comune del cimitero di Montparnasse a Parigi.

## Opere
- Alla gioventù italiana. Discorso, Italia, 1847 (opera prima, pubblicata anonima).
- Memorie e documenti intorno al governo della Repubblica Romana, Nizza, Tip. Caisson, 1850.
- Geografia militare della penisola italiana, Torino, Pomba, 1852.
- The Austrian Dungeons in Italy. A narrative of fifteen months' imprisonment and final escape from the fortress of S. Giorgio, London, G. Routledge, 1856.
- Memoirs and Adventures, Edinburgh, T. Constable, 1857.
- Memorie politiche, Torino, Degiorgis, 1858.
- Lettere, a cura di Alberto M. Ghisalberti, Roma, Vittoriano, 1936.